# Вокзал Нью-Делі
Вокзал Нью-Делі (англ. New Delhi Railway Station, гінді नई दिल्ली रेलवे स्टेशन, урду نئی دلّی ریلوے سٹیشن, код станції: NDLS) — головний залізничний вокзал Делі та другий за пасажиропотоком вокзал Індії. Він має 18 платформ, з яких щодня відправляється понад 300 поїздів, переважно на схід та північ, хоча деякі й в інших напрямках. Вокзал розташований в центрі міста, приблизно за 2 км на північ від району Коннот-Плейс.
| Прапор Індії | Це незавершена стаття про Індію. Ви можете допомогти проєкту, виправивши або дописавши її. |